# Дисфункциональное маточное кровотечение
Дисфункциональное маточное кровотечение — патологический процесс, возникающий в результате нарушения циклической продукции гормонов яичников.
При дисфункциональных маточных кровотечениях отсутствуют анатомические изменения в репродуктивной системе, которые могли бы вызвать кровотечения. Функциональные изменения, вызывающие маточные кровотечения, могут присутствовать на любом уровне регуляции менструаций: в яичниках, щитовидной железе, гипоталамусе, гипофизе, коре головного мозга. Болезнь нередко приводит к развитию гиперпластических процессов (от предрака и заканчивая раком эндометрия) и расстройства репродуктивной функции.
Выделяется три формы дисфункциональных маточных кровотечений:
- кровотечения ювенильного периода (12—18 лет);
- кровотечения репродуктивного периода (18—45 лет);
- климактерические кровотечения (45—55 лет).